# ناتج (كيمياء)

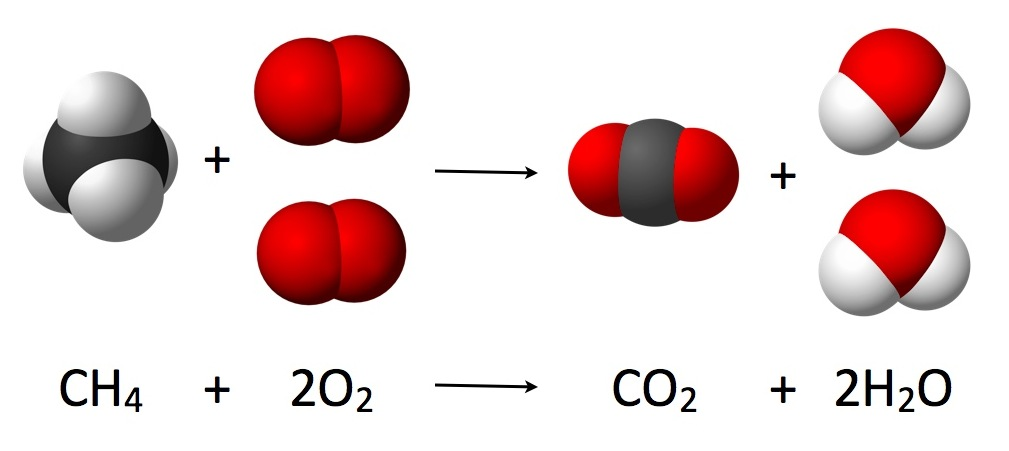
تفاعل الاكسجين و الميثان و الذي ينتج ثاني اكسيد الكربون و الماء

 النواتج  تتكوّن خلال التفاعلات الكيميائية وهي تنتج من مواد متفاعلة (مواد دخلت في تفاعل ) . تمتلك النواتج طاقة أقل من الطاقة المواد الداخلة في التفاعل، وتنتج النواتج (المواد الخارجة من التفاعل) خلال التفاعل وفقاً للقانون الثاني في الديناميكا الحرارية . تصدر الطاقة المنطلقة جرّاء التغيرات في الروابط الكيميائية بين الذرات في جزيئات المواد الداخلة  في التفاعل والتي قد تنبعث على شكل حرارة أو ضوء . تتقدّم النواتج المتكونة خلال التفاعل الكيميائي نحو التوازن الكيميائي بمعدل سرعة تفاعل معينة، والتي تعتمد على المواد الداخلة في التفاعل والظروف المحيطة من درجة الحرارة و الضغط .
اعتماداً على الكميات النسبية للمواد الداخلة في التفاعل وتوازن التفاعل، يمكن أن يحدث توازن بين المواد الداخلة في التفاعل والمواد الخارجة من التفاعل : وهذا معناه توازن تفاعل كيميائي.

## مثال
التفاعل:
{\displaystyle \mathrm {2\ H_{2}\ +\ O_{2}\longrightarrow \ 2\ H_{2}O} }
المواد الداخلة في التفاعل هما الهيدروجين (H2) و الأكسجين (O2) ، ونجدهما هنا على الناحية اليسرى من التفاعل .
والمادة الناتجة من التفاعل  هي الماء، ونجدها على الناحية اليمنى من التفاعل.

## مثال آخر
التفاعل:
{\displaystyle \mathrm {N_{2}\ +\ 3\ H_{2}\longrightarrow \ 2\ NH_{3}} }
المواد الداخلة في التفاعل هنا هما النتروجين N_2 و الهيدروجين H_2 (إلى اليسار في المعادلة) ،
المادة الناتجة من التفاعل هي الأمونيا NH_3 (إلى اليمين من معادلة التفاعل).
معادلة التفاعل تحدد نسب المواد ليتم التفاعل كاملا.